# Catedral de Nuestra Señora de Fátima (Naviraí)
La catedral de Nuestra Señora de Fátima  (en portugués: Catedral Nossa Senhora de Fátima) es un templo católico ubicado en la ciudad de Naviraí, en el estado brasileño de Mato Grosso do Sul. Elevada al estatus de catedral en 2011, es la sede de la diócesis de Naviraí y su complejo abarca la mitra diocesana, la curia diocesana, centros pastorales, y la residencia oficial del párroco y el obispo de la diócesis. La primera procesión en el sitio, dedicada a la Virgen de Fátima, se produjo en 1953.
La actual catedral fue construida entre 1972 y 1978. Durante las obras de la nueva iglesia, esta fue montada con una estructura de metal de hierro trajo de Guaporé el 24 de junio de 1974 y el 6 de agosto del mismo año llegaron las tejas de zinc de Porto Alegre.
En 2008 se envió a la Santa Sede la solicitud de creación de la Diócesis de Naviraí. El proceso fue aprobado por el papa Benedicto XVI en 2010 y anunció la constitución de la nueva diócesis el 1 de junio de 2011.